# Jackie Pretorius
Jacobus "Jackie" Pretorius, född 22 november 1934 i Potchefstroom, död 30 mars 2009 i Johannesburg, var en sydafrikansk racerförare.

## Racingkarriär
Pretorius tävlade i formel 1 under slutet av 1960-talet och början av 1970-talet men han deltog endast i Sydafrikas Grand Prix. Han kvalificerade sig till tre lopp men tvingades bryta i samtliga. 

## F1-karriär
| Säsong | Stall/Tillverkare              | Poäng | Placering |
| ------ | ------------------------------ | ----- | --------- |
| 1965   | Team Pretoria (LDS-Alfa Romeo) | 0     | –         |
| 1968   | Team Pretoria (Brabham-Climax) | 0     | –         |
| 1971   | Team Gunston (Brabham-Ford)    | 0     | –         |
| 1973   | Williams (Iso Marlboro-Ford)   | 0     | –         |